# Moustapha Alassane
Moustapha Alassane (* 1942 in Djougou, Dahomey; † 17. März 2015 in Ouagadougou, Burkina Faso; auch: Mustapha Alassane) war ein nigrischer Filmregisseur. Er gilt als Pionier des afrikanischen Kinos und ist vor allem für seine in den 1960er und 1970er Jahren geschaffenen Animations- und Spielfilme zu politischen und historischen Themen bekannt.

## Leben
Moustapha Alassane stammte aus einer in Dahomey lebenden nigrischen Familie mit Yoruba-Wurzeln. Sein Vater war Händler. In seiner Kindheit unterhielt er die Dorfgemeinschaft mit einem selbst gebastelten und bemalten Puppentheater. 1953 übersiedelte er mit seiner Familie von Dahomey nach Niger. Alassane setzte seine Ausbildung in der Hauptstadt Niamey fort und erlernte den Beruf des Mechanikers. Er machte die Bekanntschaft von Jean-René Debrix, dem ehemaligen stellvertretenden Direktor des Pariser Institut des hautes études cinématographiques. Debrix verschaffte ihm in den 1960er Jahren eine Anstellung am Institut Fondamental d’Afrique Noire (IFAN) in Niamey, aus dem später das Nigrische Nationalmuseum hervorging.
Dort lernte Moustapha Alassane den französischen Ethnologen und Filmregisseur Jean Rouch kennen und freundete sich mit ihm an. Er hatte inzwischen erste Versuche, Animationsfilme herzustellen, unternommen, die er Rouch zeigte. Dieser war beeindruckt und nahm ihn als technischen Assistenten in sein Filmteam auf. Dort lernte er erste Grundlagen der Filmproduktion. Alassane drehte mit Aouré (1962) seinen ersten Kurzfilm als Regisseur und hatte damit unmittelbar auf europäischen Filmfestivals Erfolg. Jean Rouch verschaffte ihm Zugang zum Filmausbildungsprogramm des National Film Board of Canada in Montreal, wo er ab 1963 Animation und Zeichentrickfilm lernte. Nach seiner Rückkehr nach Niger arbeitete er an einer Reihe von Animationsfilmen. Dabei musste er mangels einer entsprechenden Filmtradition vor Ort sein eigenes Studio aufbauen und eine eigene Filmkamera entwickeln. Alassane wurde dennoch ein sehr produktiver Regisseur, der maßgeblich zum Erfolg des nigrischen Films in den 1960er und 1970er Jahren beitrug.
In den 1970er Jahren wurde Alassane zum Direktor der Filmakademie an der Universität Niamey ernannt, eine Position, die er 15 Jahre lang innehatte. Er verlagerte seinen Lebensmittelpunkt in die Stadt Tahoua, wo er das erste Kino Nigers außerhalb der Hauptstadt gründete und ein Hotel betrieb. 2004 organisierte er eine Vorführung von Jean Rouchs Filmen in Tahoua. Bei der Anreise von Alassane und Rouch, von dessen Ehefrau Jocelyne und dem Schauspieler Damouré Zika kam es – mit Alassane am Steuer des Wagens – zu einem Auffahrunfall auf der abendlichen Straße, bei dem Rouch starb, während die anderen Mitreisenden nicht schwerwiegend verletzt wurden.
Bei den Filmfestspielen von Cannes 2007 wurde Moustapha Alassane als Ritter der Ehrenlegion ausgezeichnet. 2009 erhielt er als erster Afrikaner den Asifa-Preis des internationalen Animationsfilmverbands Asifa. Er starb im März 2015 im Alter von 73 Jahren nach einer langen Krankheit.

## Werk

### Überblick
Moustapha Alassane schuf eine Reihe von Filmen, die als Pionierleistungen des afrikanischen Kinos gelten. Sein Kurzfilm Aouré (1962), das ethnografische Dokument einer Zarma-Hochzeit, gilt nur nicht als erster genuin nigrischer Film, sondern auch, noch vor Borom Sarret (1963) von Ousmane Sembène, als erster afrikanischer Film mit einem afrikanischen Hauptdarsteller. Alassanes Hinwendung zum Animationsfilm war untypisch für das afrikanische Kino der 1960er Jahre. Seine erste Arbeit in dieser Filmgattung, La mort du Gandji (1965), handelt von einem von Kröten bewohnten Dorf und deren König, die gegen ein schier unbesiegbares Monster ankämpfen. Der Film ist eine Parabel auf Machtlosigkeit und Widerstand vor dem Hintergrund der Kolonialgeschichte Afrikas. Im Animationsfilm Bon voyage Sim (1966) machte er sich über pompöse Staatsbesuche zeitgenössischer afrikanischer Präsidenten lustig. Alassane schuf mit dem mittellangen Realfilm Le Retour d’un aventurier (1966) den ersten in Afrika produzierten Western. Kritiker bemängelten an dieser Parodie über nigrische Jugendliche, die Helden aus amerikanischen Western nacheifern, technische Mängel, hoben aber den geistreichen Plot hervor.
Alassanes erster Film mit Spielfilmlänge war FVVA: Femme, voiture, villa, argent (1972). Darin werden afrikanische Neureiche zum Gegenstand scharfer Parodie. Im Anprangern von Korruption, Unproduktivität und Selbstsucht im unabhängig gewordenen Niger ähnelt er dem Film Le waazou polygame (1970) von Alassanes Landsmann Oumarou Ganda. FVVA entwickelte sich ebenso wie Alassanes Spielfilm Toula oder Der Geist des Wassers (1974), der auf einer Songhai-Legende basiert, zu einem wichtigen Referenzwerk in der Kultur Nigers. In Toula und in Filmen von Jean Rouch und Djingarey Maïga aus den 1970er Jahren wirkte Alassane auch als Schauspieler mit. Seine Regiearbeit Samba le Grand (1977), in der er die Stilmittel des Puppentrickfilms mit Zeichnungen direkt auf Filmmaterial kombinierte, gilt als erster afrikanischer Animationsfilm, der vollständig in Farbe gedreht wurde.

### Filmografie
Regisseur
- 1962: Aouré
- 1962: La bague du roi Koda
- 1962: La Pileuse de Mil
- 1964: L’arachide de Santchira
- 1965: La mort de Gandji
- 1966: Bon voyage, Sim
- 1966: Le retour d’un aventurier
- 1967: Malbaza
- 1969: Les contre Bandiers
- 1971: Jamyya
- 1972: Abimbola ou Shaki
- 1972: FVVA: Femme, villa, voiture, argent[16]
- 1973: Siberi
- 1974: Soubane
- 1974: Toula oder Der Geist des Wassers (Toula ou la génie des eaux) (auch Darsteller; Regie gemeinsam mit Anna Soehring)
- 1977: Samba le grand
- 1978: Zaboa
- 1982: Agwane mon Village
- 1982: Gourimou
- 1982: Kankamba ou le semeur de discorde
- 1985: Kokoa
- 2000: Les Magiciens de l’Ader
- 2000: Soolo
- 2001: Agaïssa
- 2003: Tagimba

Schauspieler
- 1970: Petit à petit
- 1976: L’étoile noire

Kameramann
- 1977: Babatou – Die drei Ratschläge (Babatou – Les trois conseils)